# دونكان ماكدونالد
دونكان ماكدونالد (بالإنجليزية: Duncan MacDonald)‏ هو عداء مسافات طويلة أمريكي، ولد في 15 يناير 1949.

## وصلات خارجية
- دونكان ماكدونالد على موقع أوليمبيديا (الإنجليزية)
- دونكان ماكدونالد على موقع قاعة هاواي للمشاهير الرياضية (مؤرشف) (الإنجليزية)